# Sangramento no início da gravidez
O sangramento no início da gravidez refere-se ao sangramento vaginal que ocorre antes das 24 semanas de idade gestacional (durante o primeiro e segundo trimestres). Se o sangramento for intenso, pode levar a choque hemorrágico. A preocupação com o choque aumenta se houver perda de consciência, dor no peito, falta de ar ou dor nos ombros.
Entre as causas comuns de sangramento no início da gravidez encontram-se gravidez ectópica, ameaça de aborto espontâneo e perda gestacional. A maioria dos abortos espontâneos ocorre antes das 12 semanas de gestação. Outras causas são sangramento de implantação, doença trofoblástica gestacional, pólipos e câncer cervical. Os métodos diagnósticos para determinar a causa principal geralmente envolvem exame ginecológico, ultrassom e hCG.
O tratamento depende da causa principal. Se na abertura cervical for possível visualizar algum tecido, este deve ser removido. Naquelas mulheres em que a gravidez ocorre no útero e que apresentam sons cardíacos fetais, a espera vigilante geralmente é adequada. A imunoglobulina anti-D é geralmente recomendada para mulheres com Rh negativo. Em casos raros pode ser necessária cirurgia.
Aproximadamente 30% das mulheres têm sangramento no primeiro trimestre (0 a 12 semanas de idade gestacional). O sangramento no segundo trimestre (12 a 24 semanas de idade gestacional) acontece com menos frequência. Aproximadamente 15% das mulheres que descobrem estar grávidas têm um aborto espontâneo. A gravidez ectópica ocorre em menos de 2% das gestações.

## Possíveis causas
Existem várias condições subjacentes que podem causar sangramento no início da gravidez. As causas relacionadas à gravidez no primeiro trimestre incluem:
- Perda gestacional precoce (também conhecido como aborto espontâneo ou aborto[6]) refere-se ao término espontâneo da gravidez durante o primeiro trimestre (antes de 12 semanas e 6 dias de gestação).[7] É a causa mais comum de sangramento no início da gravidez e ocorre em 10% de todas as gestações.[8] O sangramento pode ser acompanhado por cólicas uterinas. Os abortos são frequentemente subdivididos, mas todos os tipos podem se apresentar com sangramento no início da gestação:
  - Ameaça de aborto: apresenta sintomas como sangramento vaginal e cólicas uterinas que sugerem perda gestacional precoce. Entretanto, no exame, o colo do útero (orifício cervical) está fechado e a ultrassonografia mostra um feto viável.[9]
  - Aborto incompleto: ocorre quando a perda gestacional já foi confirmada, entretanto, o colo do útero ainda está aberto e produtos da concepção (tecido fetal/placentário etc.) permanecem dentro do útero.[9]
  - Aborto completo: todos os produtos da concepção foram eliminados espontaneamente, sem necessidade de intervenção (cirurgia ou medicamentos).[10]
  - Aborto séptico: perda gestacional precoce complicada por infecção.[10] Sintomas como febre, calafrios e secreção vaginal podem acompanhar o sangramento vaginal.[11]
- Gravidez ectópica refere-se a uma gravidez fora do útero, mais comumente na tuba uterina. Ocorre em 2% de todas as gestações, mas pode ser fatal se a gravidez ectópica se romper.[12] O sangramento vaginal pode estar associado à dor pélvica, lombar ou abdominal.[13]
- Sangramento de implantação é um sangramento leve ou escape que ocorre quando o óvulo fertilizado se implanta no útero, geralmente de 10 a 14 dias após a ovulação. Uma em cada quatro gestações apresenta sangramento de implantação. Ele é mais curto e leve que a menstruação e não é considerado preocupante como causa de sangramento precoce.[14]
- Hematoma subcoriônico é o acúmulo de sangue (hematoma) entre o cório (membrana que envolve o feto) e a parede uterina.[15] Pode haver sangramento vaginal ou ser encontrado incidentalmente durante exames obstétricos de rotina.[16] A maioria dos hematomas subcoriônicos se resolve sem intervenção, mas em alguns casos podem aumentar o risco de complicações gestacionais, como parto prematuro, aborto e descolamento prematuro da placenta.[17]
- Doença trofoblástica gestacional (DTG) refere-se a tumores que podem se desenvolver após a gravidez. A maioria desses tumores é benigna (não cancerosa), mas alguns são malignos (cancerosos). A DTG é rara, com taxas de ocorrência relatadas de 1–2 por 1000 gestações na América do Norte e na Europa.[18]

Outras causas de sangramento precoce incluem:
- Alterações cervicais: durante a gestação, mais vasos sanguíneos se desenvolvem no colo uterino, o que pode causar sangramento leve após relações sexuais, exames pélvicos e testes de Papanicolau. Pólipos cervicais também podem sangrar durante a gestação.[19]
- Infecções, como infecções sexualmente transmissíveis (ISTs) (clamídia, gonorreia) ou infecções do trato urinário, podem às vezes causar sangramento leve.[20]

Condições como placenta prévia, vasa prévia, descolamento prematuro da placenta, ruptura uterina e sinal de sangue também podem causar sangramento obstétrico, mas geralmente ocorrem mais tarde, no segundo e terceiro trimestres. Para mais informações sobre causas de sangramento no segundo e terceiro trimestres, ver Hemorragia obstétrica.

## Fisiopatologia
O sangramento na gravidez inicial geralmente tem origem materna em vez de fetal. A fonte materna pode ser uma ruptura nos vasos da decídua ou uma lesão no colo do útero ou na vagina. Nos estágios iniciais da gravidez, o colo do útero pode ser vulnerável a sangramentos, pois novos vasos sanguíneos estão sendo formados. Vasa prévia é uma condição rara que pode resultar em sangramento da circulação feto-placentária. Vasa prévia acontece mais frequentemente quando o cordão umbilical cresce de forma que entra diretamente na membrana, e, portanto, vasos sanguíneos que não estão protegidos pelo cordão umbilical ou pelo tecido placentário podem se romper e levar ao sangramento. Outra fonte comum de sangramento pode ser o desenvolvimento anormal do embrião. A anormalidade fetal mais frequente no início é o número anormal de cromossomos, que causa perda da gestação e sangramento.

## Abordagem diagnóstica
Avaliação inicial
Antes de uma avaliação detalhada, a análise inicial do sangramento na gravidez precoce foca em determinar o ambiente adequado para receber atendimento e o nível de urgência necessário para a paciente específica. Sangramento intenso com sintomas associados, como dor abdominal ou pélvica severa, tontura ou vertigem, ou aumento da frequência cardíaca, pode indicar a necessidade de avaliação urgente em um pronto-socorro. Sangramento mais intenso que uma menstruação ou associado à eliminação de coágulos ou tecido gestacional, acompanhado de tontura ou desconforto pélvico, está relacionado a maiores riscos de gravidez ectópica e aborto espontâneo. Pacientes estáveis, com sangramento leve e sem sintomas adicionais, geralmente podem ser avaliadas em diferentes contextos de atendimento à saúde.
História clínica
A história clínica relevante inclui determinar a idade gestacional do feto e quantificar o sangramento. Características importantes a serem consideradas são início, duração e volume do sangramento. O sangramento é considerado intenso quando a pessoa encharca mais de 1 absorvente por hora durante mais de 2 horas, com ou sem eliminação de coágulos grandes ou tecido gestacional. "Spotting" refere-se a sangramento muito leve, que não passa de pequenas manchas de sangue marrom, rosa ou vermelho na roupa íntima ou no papel higiênico ao se limpar. Normalmente, não exige o uso de absorventes higiênicos e não chega a encher um protetor diário, se utilizado. Sintomas associados, fatores de risco para condições específicas da gestação (aborto espontâneo, gravidez ectópica) e histórico médico adicional também devem ser considerados.
Exame físico
O exame físico inclui a avaliação dos sinais vitais (frequência cardíaca, pressão arterial, frequência respiratória, temperatura) e a realização de exame abdominal e pélvico. Sinais de instabilidade hemodinâmica (pressão arterial baixa, frequência cardíaca anormal, confusão, falta de ar) ou de peritonite (sensibilidade abdominal, febre, vômito, perda de apetite) exigem intervenção emergencial. O exame pélvico pode revelar causas não obstétricas de sangramento, como sangramento proveniente da vagina ou do colo uterino. Ele também pode mostrar produtos da concepção visíveis, sugestivos de aborto incompleto.
Imagem
Se a paciente estiver estável e o exame pélvico não revelar a fonte do sangramento, a ultrassonografia geralmente é recomendada para avaliar a localização e viabilidade fetal. O ultrassom transvaginal é o método de imagem preferido na avaliação do sangramento no primeiro trimestre. O ultrassom abdominal pode, às vezes, complementar os achados do transvaginal, mas não é preferido. Pode ser usado sozinho em casos específicos, geralmente quando a idade gestacional é mais avançada e a gestação é maior. Tomografia computadorizada e ressonância magnética geralmente não são recomendadas como métodos de primeira linha no sangramento da gravidez precoce devido à exposição à radiação ionizante (TC) e à inferioridade em relação ao ultrassom (RM).
Exames laboratoriais
A beta-hCG é um hormônio da gravidez produzido pela placenta que pode ajudar na avaliação da viabilidade fetal na presença de sangramento na gestação inicial. Os níveis de hCG devem dobrar a cada 48 horas nas primeiras semanas, o que indica que o feto está se desenvolvendo de forma adequada. Os níveis do hormônio costumam atingir o pico por volta das 10 semanas e começam a diminuir até 16 semanas de gestação. Após esse período, os níveis se estabilizam e permanecem constantes até o parto. Níveis de hCG abaixo do esperado (não dobrando a cada 48 horas) sugerem uma gestação inviável (aborto espontâneo) ou gravidez ectópica. Níveis anormalmente elevados (>100.000 mIU/mL) na gravidez precoce podem estar relacionados à doença trofoblástica gestacional.
O médico também pode solicitar exames de sangue para determinar o tipo sanguíneo ABO e fator Rh, devido ao risco de isoimunização Rh-d. Esses exames normalmente fazem parte da rotina laboratorial pré-natal. No entanto, se uma gestante apresentar sangramento precoce e ainda não tiver realizado a tipagem sanguínea, eles provavelmente serão solicitados durante a investigação. A isoimunização Rh-d ocorre quando uma mãe com sangue Rh(-) é exposta a sangue Rh(+). A mãe então cria anticorpos que podem atacar o sangue Rh(+) do feto e causar doença hemolítica do recém-nascido, com desfechos que variam de anemia leve até uma condição grave chamada hidropisia fetal.
Acompanhamento
Se a viabilidade de uma gestação intrauterina permanecer incerta após a avaliação inicial, repetir a ultrassonografia associada à dosagem de progesterona e/ou hCG seriado pode ser útil. A ausência de gestação intrauterina ou ectópica nos exames de imagem sugere perda gestacional precoce completa (se a gestação já havia sido vista anteriormente na imagem) ou uma gestação de localização desconhecida (se nunca havia sido vista previamente).

## Manejo
Manejo inicial
O manejo do sangramento precoce na gravidez depende de sua gravidade e causa. Avaliação e tratamento emergenciais podem ser necessários para pacientes que apresentam perda sanguínea significativa e sinais de instabilidade hemodinâmica (pressão arterial baixa, aumento da frequência cardíaca, confusão).
Pacientes com sangramento significativo no primeiro trimestre devem realizar triagem para anticorpos anti-Rh em hemácias. Diretrizes nacionais nos Estados Unidos, Reino Unido e Canadá estabelecem que mulheres com sangue Rh-negativo devem receber uma dose apropriada de imunoglobulina anti-D para prevenir a isoimunização RhD nos seguintes cenários: após o parto de um bebê Rh(+), após eventos sensibilizantes ou em todas as mães Rh(-) no terceiro trimestre. Eventos sensibilizantes são situações relacionadas à gestação que podem expor ao sangue Rh(+), incluindo gravidez ectópica, aborto espontâneo ou gravidez molar (doença trofoblástica gestacional). A administração de imunoglobulina anti-D em mulheres que apresentam sangramento precoce devido a ameaça de aborto, mas com feto viável, é controversa e não existe uma recomendação única.
Manejo da perda gestacional precoce
A perda gestacional precoce pode ser tratada com manejo expectante (aguardar o aborto ocorrer espontaneamente sem intervenção), manejo medicamentoso ou intervenção cirúrgica. Para mulheres estáveis e sem comorbidades, a decisão deve ser compartilhada entre profissional de saúde e paciente, já que todas as opções oferecem tratamento eficaz, com poucas diferenças em taxas de sucesso e risco.
- Manejo expectante: Se for dado tempo suficiente para resolução dos sintomas/passage completa da gestação (até 8 semanas), 80% das mulheres que utilizam essa opção completam o aborto espontaneamente, sem intervenção.[6]
- Manejo medicamentoso: O misoprostol isolado ou combinado com mifepristona (quando disponível) é a recomendação de primeira linha para o tratamento medicamentoso da perda gestacional precoce. A maioria das mulheres que utilizam essa opção terá resolução em até 3 dias. Uma nova dose pode ser administrada se não houver sucesso após a primeira.[6]
- Manejo cirúrgico: Esta opção oferece resolução mais rápida e é necessária em casos de hemorragia, instabilidade hemodinâmica ou infecção. Também pode ser utilizada em mulheres com condições médicas que dificultam o manejo expectante ou medicamentoso, como anemia grave, distúrbios hemorrágicos ou doença cardiovascular.[37] O tratamento cirúrgico da perda gestacional precoce é mais frequentemente realizado por meio de curetagem por sucção, que pode ser feita em regime ambulatorial em consultório.[6]

Manejo da gravidez ectópica
Gravidezes ectópicas que se romperam exigem tratamento emergencial e devem ser imediatamente tratadas com cirurgia. Quando a gravidez ectópica não se rompeu e a paciente está estável, a decisão entre manejo medicamentoso e cirúrgico pode ser compartilhada entre profissional de saúde e paciente. A administração de metotrexato intramuscular é a opção de primeira linha no tratamento medicamentoso. Em seguida, os níveis de beta-hCG devem ser monitorados nos dias 4 e 7 após a aplicação. Os níveis devem cair pelo menos 15% entre esses dois pontos. A salpingostomia (remoção da gestação preservando a tuba uterina) ou a salpingectomia (remoção da gestação junto com a tuba uterina) são opções cirúrgicas consideradas de acordo com diferentes fatores (contraindicações ao metotrexato, perda sanguínea significativa, sinais de ruptura) ou se o manejo medicamentoso falhar.

## Epidemiologia
O sangramento no início da gravidez é uma ocorrência comum, com até 25% das gestações apresentando algum sangramento no primeiro trimestre. Muitas mulheres que apresentam sangramento precoce continuam com gestações saudáveis. No entanto, cerca de 50% das pacientes com sangramento precoce acabam evoluindo para aborto espontâneo. A presença de sangramento no primeiro trimestre também pode aumentar o risco de outras complicações graves da gestação, como ruptura prematura de membranas, parto prematuro, nascimento de recém-nascido com baixo peso, descolamento prematuro de placenta ou placenta prévia.
Os fatores de risco para o sangramento precoce são específicos para a causa subjacente. Alguns fatores específicos incluem:
- Aborto espontâneo: histórico de aborto, idade superior a 35 anos, tabagismo, condições que afetam a estrutura do útero (miomas, formato anormal do útero).[8]
- Gravidez ectópica: histórico de gravidez ectópica, uso de DIU (dispositivo intrauterino) no momento da concepção, doença inflamatória pélvica ou histórico de cirurgia abdominal.[8]
- Hematoma subcoriônico: histórico de trauma ou infecção uterina, condições que afetam a estrutura do útero, histórico de aborto espontâneo ou recorrente, hipertensão arterial.[41][16]